# SIG 33 auf Geschutzwagen I, II et III
Les SIG 33 auf Geschutzwagen I, II u III sont des canons automoteurs allemands de la Seconde Guerre mondiale.
Il s'agit d'un obusier d'infanterie de 150 mm monté sur un châssis de char.

## Obusier d'infanterie de 150 mm
Au commencement du second conflit mondial, chaque bataillon d'infanterie allemand possédait théoriquement en appui-feu propre quatre obusiers légers de 75 mm leIG 18, et deux obusiers lourds de 150 mm SIG 33 (15-cm schwere Infanterie Geschutz). Il s'agit d'une particularité allemande, les autres armées se limitant aux nouveaux mortiers d'infanterie, bien plus légers.

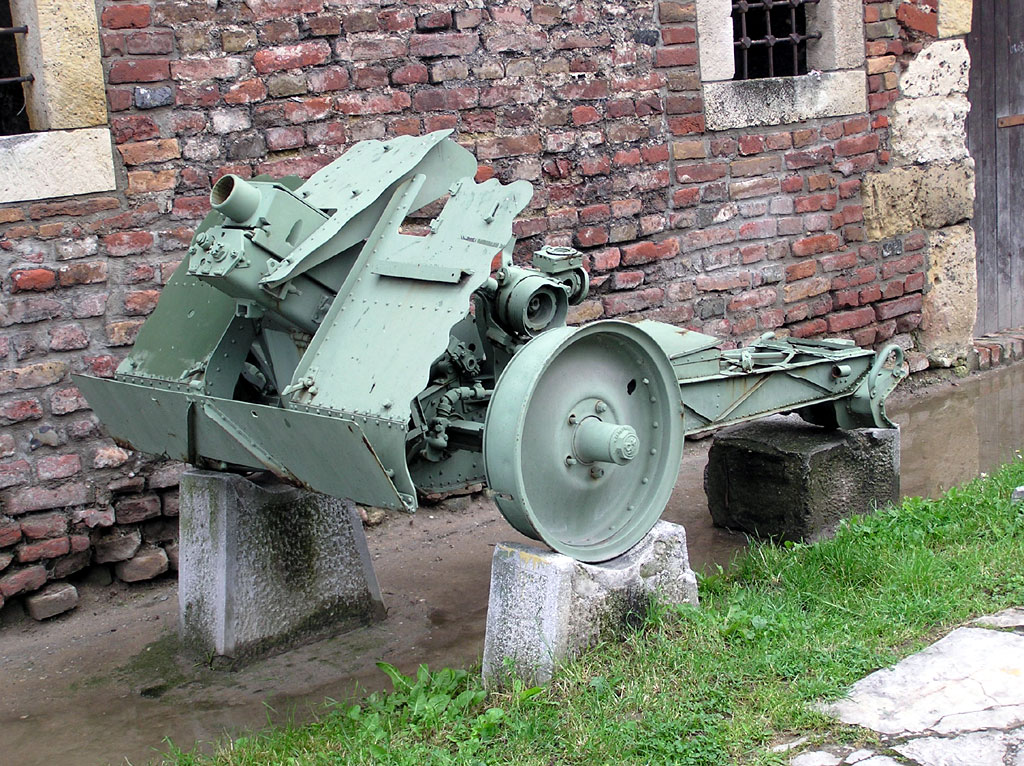
Obusier d'infanterie de 75 mm (musée militaire de Belgrade)
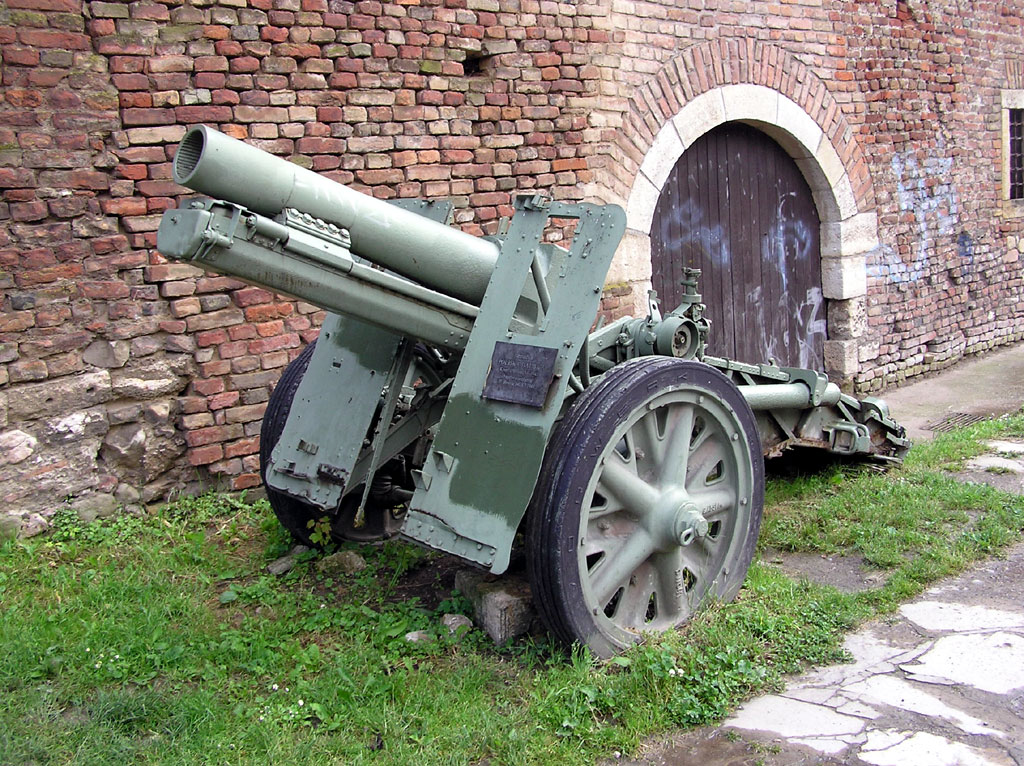
Obusier de 150 mm (Belgrade).
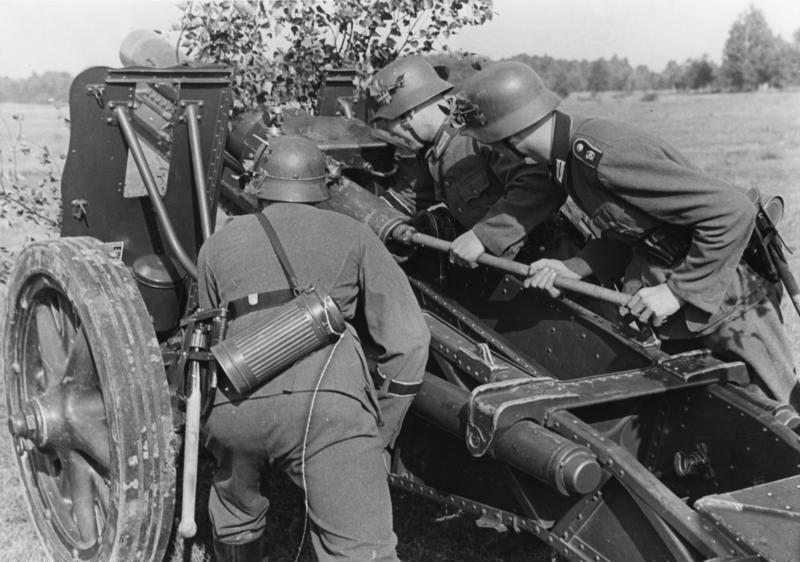
Chargement d'un obusier.

## 15-cm sIG 33 auf Geschutzwagen I Ausf B

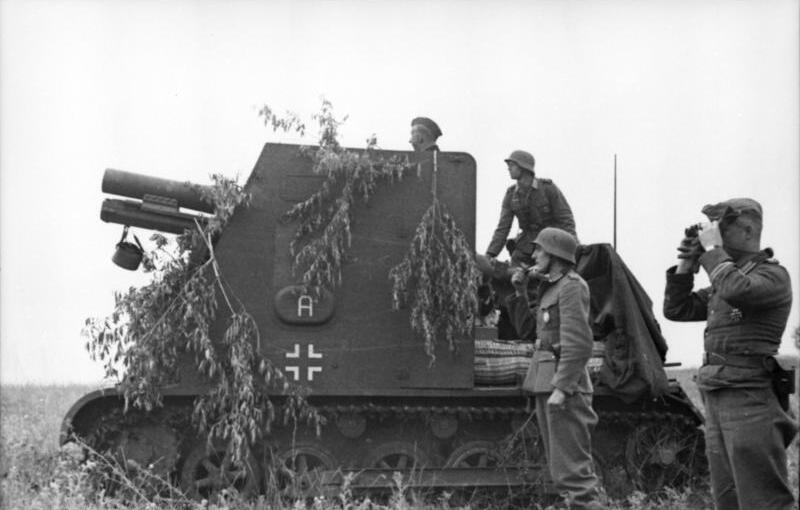
Obusier de 150 mm monté sur Panzer I B, en Russie, 1942.

L'obusier sIG 33 était une arme efficace, mais de faible portée, lourde, peu maniable et sujette aux tirs de contre-batteries, aussi plusieurs exemplaires furent-ils montés sur des châssis de char Panzer I sans tourelles, donnant naissance au 15-cm sIG 33 auf Geschutzwagen I Ausf B (Sturmpanzer I Bison).
Un bouclier blindé protégeait l'obusier et les quatre membres d'équipage sur l'avant et les côtés, mais l'engin se trouvait handicapé par un centre de gravité trop haut, et le châssis supportait un poids trop important.
Cet automoteur fit son apparition lors de la campagne de France en 1940.

## 15-cm sIG 33 auf Geschutzwagen II Ausf C Sdkfz 121
En 1942, l'obusier fut monté sur des châssis de Panzer II (Sturmpanzer II Bison), le centre de gravité étant abaissé, le poids devenant supportable pour ce type de caisse.

## 15-cm sIG 33 auf Fgst PzKpfw II (Sf) Verlanget
En 1943, la caisse du Sdkfz 121 fut allongée.

## 15-cm sIG 33 auf PzKpfw III
En 1941, est testé un montage sur châssis de Panzer III, mais le Panzer II étant suffisant à la tâche, l'engin ne fut produit qu'à douze exemplaires.